# Marija Dmitrievna Subbotina
Marija Dmitrievna Subbotina, in russo Мария Дмитриевна Субботина? (Preobraženskoe, 1854 – Novouzensk, 8 febbraio 1878), è stata una rivoluzionaria russa.

## Biografia
Di famiglia nobile, era figlia del proprietario terriero Dmitrij Subbotin e di Sof'ja Iovskaja. Dopo gli studi ginnasiali compiuti a Mosca, nel 1872 andò con la sorella Evgenija e l'amica Anna Toporkova in Svizzera, iscrivendosi alla Facoltà di Medicina dell'Università di Zurigo. Qui divenne un membro del circolo populista Fričej, costituito esclusivamente da giovani emigrate russe. L'incontro con lo scrittore socialista Pëtr Lavrov la rese collaboratrice della sua rivista « Vperëd » (Avanti).
A causa del divieto intimato dal governo russo di frequentare l'Università di Zurigo, si trasferì a Parigi e s'iscrisse alla Sorbona. Non concluse gli studi e ai primi del 1874 andò in Serbia con Ol'ga Ljubatovič per fare opera di propaganda socialista. Tornò in Russia nel settembre del 1874.
Coinvolta con la madre nell'accusa di attività sovversiva, fu prosciolta per mancanza di prove. Nel 1875 visse a Mosca, dove aderì all'Organizzazione socialrivoluzionaria panrussa e fu arrestata a Orël con Lidija Figner. Trasferita nel carcere della Butyrska di Mosca già malata di tubercolosi, vi tentò il suicidio e fu rilasciata su cauzione. Nel 1876 fu ancora arrestata con l'accusa di essere vicina all'organizzazione rivoluzionaria Zemlja i Volja e venne imputata nel cosiddetto « processo dei 50 ». Il 14 marzo 1877 il tribunale la condannò a 4 anni di deportazione in Siberia: inviata a Novouzensk, vi morì di tubercolosi l'8 febbraio 1878.